# Tour de Flandes 1989
El Tour de Flandes 1989, la 73.ª edición de esta clásica ciclista belga. Se disputó el 2 de abril de 1989. El vencedor final fue el belga Edwig Van Hooydonck, que se impuso en solitario en la meta de Meerbeke. Herman Frison y Dag Otto Lauritzen completaron el podio.

## Clasificación General
| Posición | Ciclista            | Equipo                     | Tiempo     |
| -------- | ------------------- | -------------------------- | ---------- |
| 1        | Edwig Van Hooydonck | Superconfex-Yoko           | 7h 01' 00" |
| 2        | Herman Frison       | Histor-Sigma               | + 22"      |
| 3        | Dag Otto Lauritzen  | 7-Eleven-American Airlines | + 22"      |
| 4        | Rolf Sørensen       | Ariostea                   | + 22"      |
| 5        | Mathieu Hermans     | Caja Rural                 | + 22"      |
| 6        | Marc Sergeant       | Hitachi                    | + 22"      |
| 7        | Allan Peiper        | Panasonic-Isostar          | + 22"      |
| 8        | Dirk de Wolf        | Hitachi                    | + 1' 45"   |
| 9        | Johan Lammerts      | ADR-Santini                | + 1' 53"   |
| 10       | Steve Bauer         | Helvetia-La Suisse         | + 1' 53"   |